# 張瑋 (成化丙戌進士)
張瑋（1429年—？），字汝器，直隸河間府景州人，明朝政治人物。進士出身。

## 生平
順天府鄉試第六十四名。成化二年（1466年）丙戌科會試第二百十名，殿試登進士第三甲第六十四名。

## 家族
曾祖張敬祖。祖父張景初。父亲張顯，曾任教授。